# Aksel Hansen
Aksel Henry Hansen (Drammen, 1887. június 25. – Lier, 1980. január 4.) olimpiai bronzérmes norvég tornász.
Az 1912. évi nyári olimpiai játékokon tornában svéd rendszerű összetett csapatversenyben bronzérmes lett.
Klubcsapata a Drammens Turnforening volt.